# Eurobowl 1993
Navigation
Édition précédente Édition suivante
L'Eurobowl 1993 est la 7e édition de l'Eurobowl.
Elle sacre les Anglais des London Olympians.

## Clubs de l'édition 1993
| Équipe                       | Nationalité |
| ---------------------------- | ----------- |
| Leuven Lions                 | Belgique    |
| Argonautes d'Aix-en-Provence | France      |
| Amsterdam Crusaders          | Pays-Bas    |
| Cardkey Raiders La Haye      | Pays-Bas    |
| London Olympians             | Royaume-Uni |
| Helsinki East City Giants    | Finlande    |
| ?                            | ?           |
| ?                            | ?           |

## Les matches de poules
| Date | Home       | Score   | Away      |
| ---- | ---------- | ------- | --------- |
| ?    | Argonautes | 106 - 0 | Lions     |
| ?    | Argonautes | 26 - 54 | Crusaders |

## Classement général
| Qualifié en quart de finale |

| Club                | Vic. | Nuls | Déf. | Pts | Pts pour | Pts contre |
| ------------------- | ---- | ---- | ---- | --- | -------- | ---------- |
| Amsterdam Crusaders | 1    | 0    | 0    | 2   | 54       | 26         |
| Argonautes d'Aix    | 1    | 0    | 1    | 2   | 132      | 54         |
| Leuven Lions        | 0    | 0    | 1    | 0   | 0        | 106        |

## Play-offs

### Quarts de finale
| Date | Home                      | Score | Away |
| ---- | ------------------------- | ----- | ---- |
| ?    | Amsterdam Crusaders       | -     | ?    |
| ?    | London Olympians          | -     | ?    |
| ?    | Cardkey Raiders La Haye   | -     | ?    |
| ?    | Helsinki East City Giants | -     | ?    |

### Demi-finales
| Date | Home                | Score   | Away                      |
| ---- | ------------------- | ------- | ------------------------- |
| ?    | Amsterdam Crusaders | 22 - 7  | Cardkey Raiders La Haye   |
| ?    | London Olympians    | 34 - 29 | Helsinki East City Giants |

### Finale
| Date | Vainqueur        | Score   | Perdant             |
| ---- | ---------------- | ------- | ------------------- |
| ?    | London Olympians | 34 - 22 | Amsterdam Crusaders |

## Source
- (fr) Elitefoot
- (fr) Elitefoot